# Andy Stanfield
Andrew William Stanfield, detto Andy (Washington, 29 dicembre 1927 – Livingston, 15 giugno 1985), è stato un velocista statunitense, vincitore di due medaglie d'oro ai Giochi olimpici di Helsinki 1952.

## Palmarès
| Anno | Manifestazione  | Sede      | Evento      | Risultato | Prestazione | Note            |
| ---- | --------------- | --------- | ----------- | --------- | ----------- | --------------- |
| 1952 | Giochi olimpici | Helsinki  | 200 m piani | Oro       | 20"7        | Record olimpico |
| 1952 | Giochi olimpici | Helsinki  | 4×100 m     | Oro       | 40"1        |                 |
| 1956 | Giochi olimpici | Melbourne | 200 m piani | Argento   | 20"7        |                 |